# بينغت أندرسون
بينغت أندرسون (بالسويدية: Bengt Andersson)‏ (11 أغسطس 1966 السويد - ) هو لاعب كرة قدم سويدي يلعب كحارس مرمى.

## روابط خارجية
- بينغت أندرسون على موقع الاتحاد الدولي (مؤرشف)  (الإنجليزية)
- بينغت أندرسون على موقع اتحاد السويد (السويدية)
- بينغت أندرسون على موقع قاعدة بيانات كرة القدم.إي يو (الإنجليزية)
- بينغت أندرسون على موقع ناشيونال فوتبول تيمز (الإنجليزية)
- بينغت أندرسون على موقع عالم كرة القدم.نت (الإنجليزية)